# The Purple Tour Live
The Purple Tour Live je koncertní album anglické rockové skupiny Whitesnake. Vydáno bylo 19. ledna roku 2018 společností Rhino Records. Záznam byl pořízen během turné k albu The Purple Album (2015), na němž kapela nahrála nové verze písní skupiny Deep Purple, v níž zpěvák Whitesnake David Coverdale v sedmdesátých letech působil. Při turné zazněly jak písně z tohoto alba, tak i hity skupiny Whitesnake. Deska vyšla v různých verzích, a to jako 2LP, CD, DVD a BluRay.

## Seznam skladeb
| Pořadí | Název                                  | Autor                                                                 | Původní album            | Délka |
| ------ | -------------------------------------- | --------------------------------------------------------------------- | ------------------------ | ----- |
| 1.     | Burn                                   | Ritchie Blackmore, David Coverdale, Glenn Hughes, Jon Lord, Ian Paice | Burn (1974)              |       |
| 2.     | Bad Boys                               | David Coverdale, John Sykes                                           | Whitesnake (1987)        |       |
| 3.     | Love Ain’t No Stranger                 | Coverdale, Mel Galley                                                 | Slide It In (1984)       |       |
| 4.     | The Gypsy                              | Blackmore, Coverdale, Hughes, Lord, Paice                             | Stormbringer (1974)      |       |
| 5.     | Give Me All Your Love                  | Coverdale, Sykes                                                      | Whitesnake (1987)        |       |
| 6.     | Ain’t No Love in the Heart of the City | Michael Price, Dan Walsh                                              | Snakebite (1978)         |       |
| 7.     | Mistreated                             | Blackmore, Coverdale                                                  | Burn (1974)              |       |
| 8.     | You Fool No One                        | Blackmore, Coverdale, Hughes, Lord, Paice                             | Burn (1974)              |       |
| 9.     | Soldier of Fortune                     | Blackmore, Coverdale                                                  | Stormbringer (1974)      |       |
| 10.    | Is This Love                           | Coverdale, Sykes                                                      | Whitesnake (1987)        |       |
| 11.    | Fool for Your Loving                   | Coverdale, Micky Moody, Bernie Marsden                                | Ready an' Willing (1980) |       |
| 12.    | Here I Go Again                        | Coverale, Marsden                                                     | Saints & Sinners (1982)  |       |
| 13.    | Still of the Night                     | Coverdale, Sykes                                                      | Whitesnake (1987)        |       |

## Obsazení
- David Coverdale – zpěv
- Reb Beach – kytara
- Joel Hoekstra – kytara
- Michael Devin – baskytara
- Michele Luppi – klávesy
- Tommy Aldridge – bicí